# 阿爾伯特·沙賓
阿爾伯特·布鲁斯·沙賓（英語：Albert Bruce Sabin，1906年8月26日—1993年3月3日），猶太裔美國人、醫學家、美國陸軍退役中校，因成功研发出了对抗小儿麻痹症的“口服脊髓灰質炎疫苗”（OPV，又稱「沙賓疫苗」）而知名。多次接种口服疫苗，儿童可获得对脊髓灰质炎的终身免疫。沙宾拒绝为其发明的脊灰疫苗申请专利，并于1972年将其疫苗生产所用的病毒毒株无偿捐赠给了世界卫生组织。除了发明沙賓疫苗之外，他也是登革熱疫苗與日本腦炎疫苗的研发者之一。

## 早年生活
1906年8月26日，阿尔伯特·沙宾出生於俄罗斯帝国的比亚韦斯托克（現屬波蘭），父母亲是波兰裔的犹太人。为躲避当地对犹太人的迫害，1921年他與家人移居美國。沙宾此后毕业于新泽西州帕特森的一所高中。
1928年，沙宾本科毕业于美国纽约大学，1931年获得纽约大学医学院医学博士学位（M.D.）。1930年，他成为美国公民。

## 科学研究

### 早期研究
1935年，沙宾加入美国洛克菲勒医学研究所（现洛克菲勒大學）。四年后，他前往美国辛辛那提儿童医院医学中心任职，并发现脊髓灰質炎病毒不仅能在神经系统中生存，还能在小肠内生存，提供了制造口服型脊髓灰质炎疫苗的可能性。
第二次世界大战期间，沙宾的疫苗研制工作被迫中断，1941年他加入美國陸軍醫務部隊擔任軍醫官，曾在欧洲、非洲、中东和太平洋地區服役。在此期间，他研发出了对抗登革熱和日本腦炎的疫苗。

### 口服脊髓灰质炎疫苗
二战后，沙宾重返辛辛那提大学，继续研究脊髓灰质炎疫苗。1950年代中期，美国科学家乔纳斯·索尔克研发出首剂脊髓灰质炎疫苗，属于灭活疫苗。1957年，沙宾研发出口服型脊髓灰质炎疫苗（OPV），属于减毒活疫苗。
冷战期间，沙宾和苏联科学家米哈伊尔·楚马科夫展开了合作，1959年的前5个月，沙宾的疫苗在苏联进行了大规模试验，1000万苏联儿童接受了沙宾的口服疫苗，试验获得成功。截止1959年底，苏联14个成员国的超1500万人接种了沙宾的疫苗，成为历史上最大规模的脊髓灰质炎疫苗接种试验。1959年12月16日，苏联卫生部发出指令，2个月大至20岁的所有居民需要在1960年7月前接种沙宾的疫苗，共计约7700万人。
1960年，沙宾的疫苗在美国进行了大规模试验，辛辛那提约18万学龄儿童接受了疫苗。1961年8月，该疫苗在美国获批准上市。沙宾的口服减毒活疫苗可预防肠道感染并提供终身免疫，后逐渐取代了索尔克的灭活疫苗，成为美国此后主要的脊髓灰质炎疫苗。1979年，索尔克和沙宾的疫苗共同协助根除了美国的小儿麻痹症。
但由于接种活疫苗存在患病风险，故近年来在美国等已经消灭了脊髓灰質炎的国家中，索尔克的灭活疫苗又逐渐取代了沙宾的口服减毒活疫苗。索尔克和沙宾的疫苗在世界“根除脊髓灰质炎计划”中也扮演了重要角色。

### 学术要职
1969年至1972年，沙宾担任以色列魏茨曼科学研究学院的院长。此后担任美国国家癌症研究所全职顾问。1974年至1982年，他在南卡罗莱纳州医科大学担任研究教授。1982年至1984年，他担任美国国家卫生院高级顾问，并于1986年退休。此后，沙宾依然兼职美国国家卫生院的高级医学顾问，并在美国及海外进行讲学。

## 奖项荣誉
阿尔伯特·沙宾1965年获得医学界知名奖项“拉斯克临床医学研究奖”。1970年，获得美国总统理查德·尼克松颁发美国国家科学奖章。1986年，获得美国总统罗纳德·里根颁发的总统自由勋章以及自由奖章。同年，苏联特别为沙宾颁发了平民最高荣誉“各民族人民友谊勋章”（1986年）。

## 逝世情况
1993年3月3日，阿尔伯特·沙宾因鬱血性心臟衰竭于美国首都华盛顿逝世，享年86岁。死后葬于美国阿灵顿国家公墓。

## 外部連結
- Dr. Albert Sabin's Discovery of the Oral Polio Vaccine, Cincinnati Children's Hospital Medical Center （页面存档备份，存于）
- Obituary, NY Times, March 4, 1993 （页面存档备份，存于）
- Sabin Vaccine Institute （页面存档备份，存于）